# 바르타

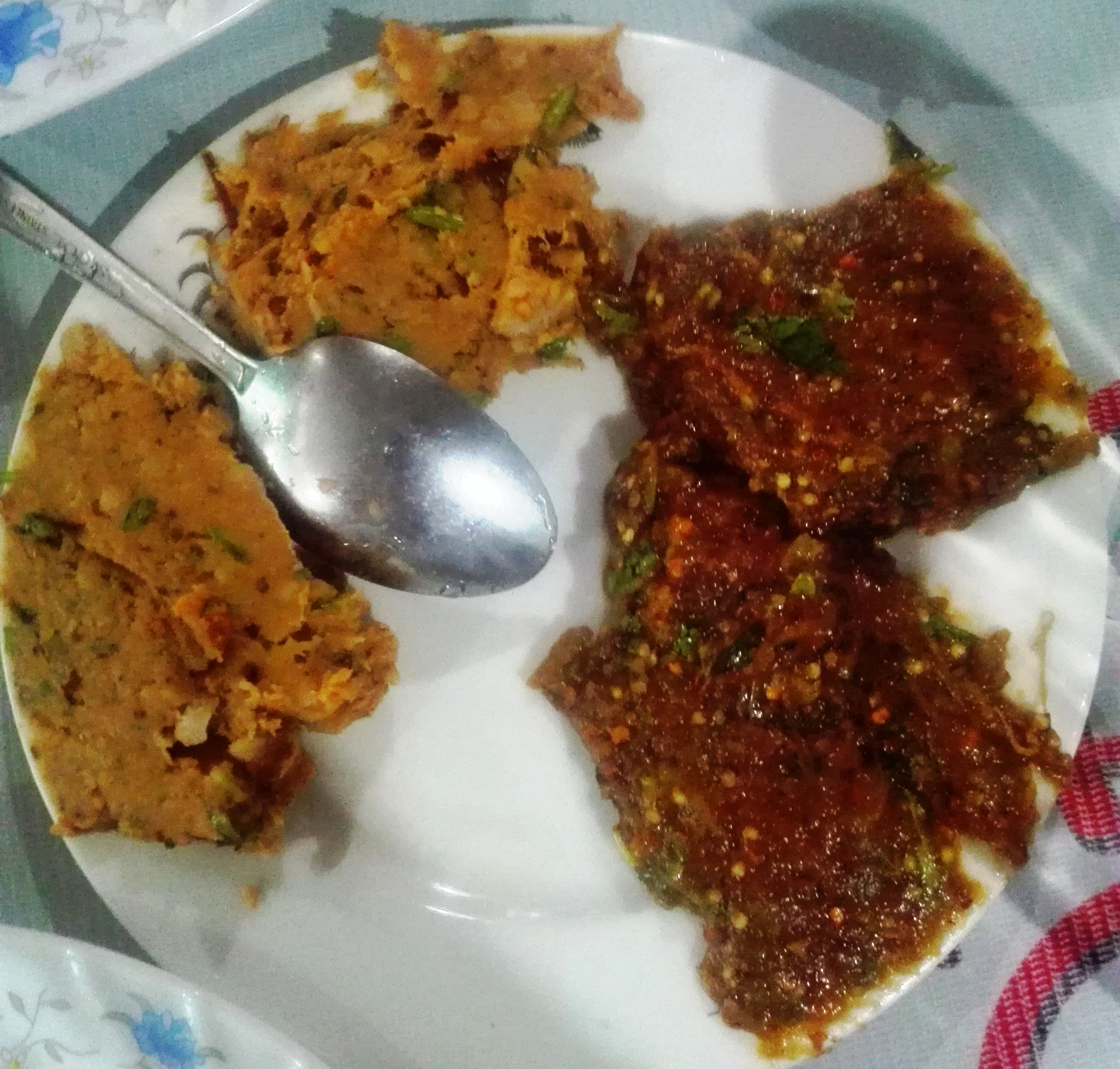

바르타(힌디어: भरता)는 인도 아대륙 요리에 으깬 야채(차카타)를 살짝 튀긴 혼합물이다.
이 요리의 일부 변형으로 바인간 바르타(Baingan bhurta)와 알루 바르타(Aloo bhurta)가 있다.

## 어원
'바르타'(Bhurta)라는 단어는 산스크리트어 뿌리인 bhṛj(भृuz्)와 bhṛkta(भृ्त)에서 파생되었으며 이는 굽거나 튀긴 것을 의미한다. 따라서 이 용어는 볶거나 삶거나 튀긴 야채로 만든 매콤한 으깬 음식을 말한다.

## 재료
- 알루(감자), 바인간(가지 (식물)), 카렐라(여주 (식물)) 등의 채소
- 타마타르(토마토) 또는 피야즈(양파)
- 차운크(향신료)

## 갤러리

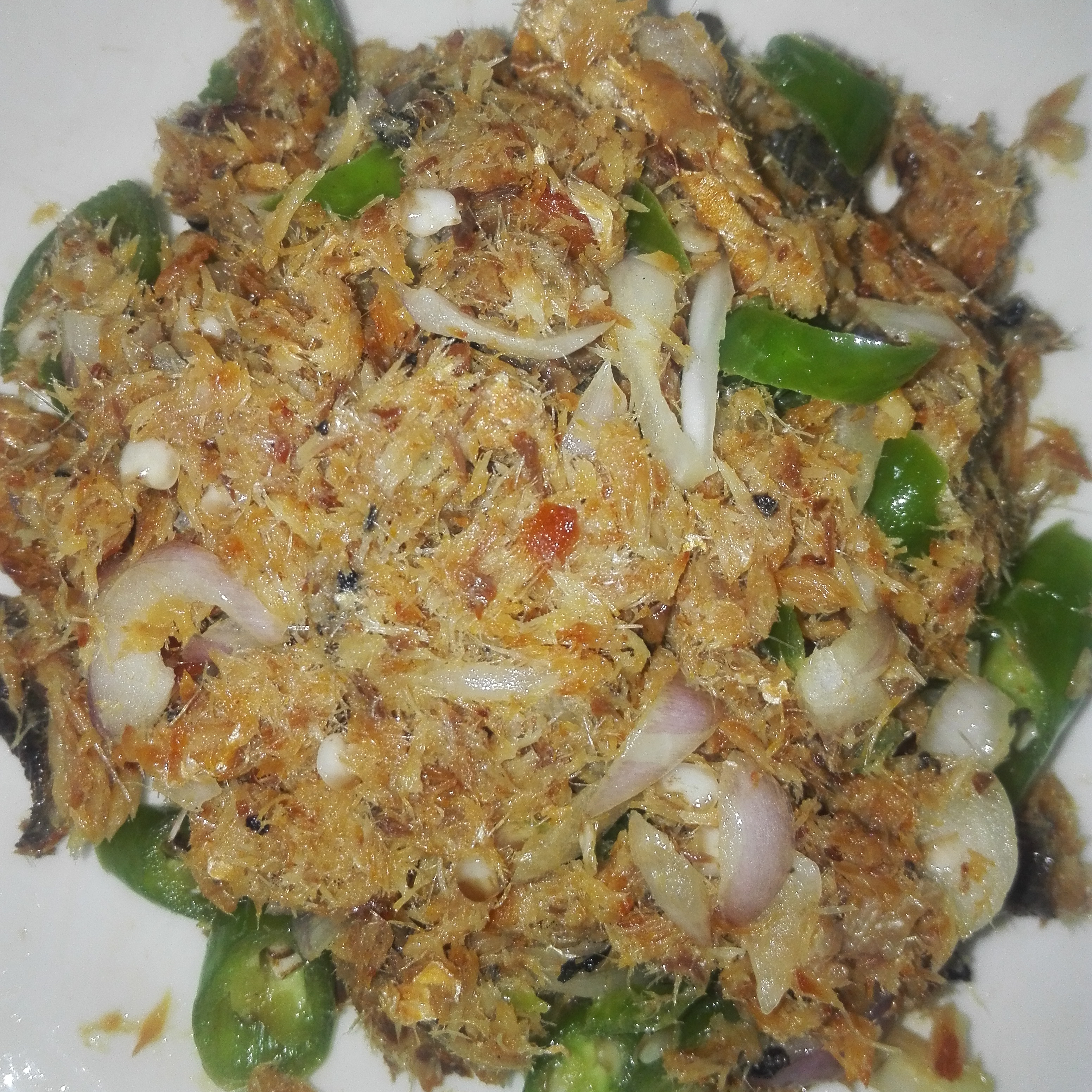
Salted ilish vorta
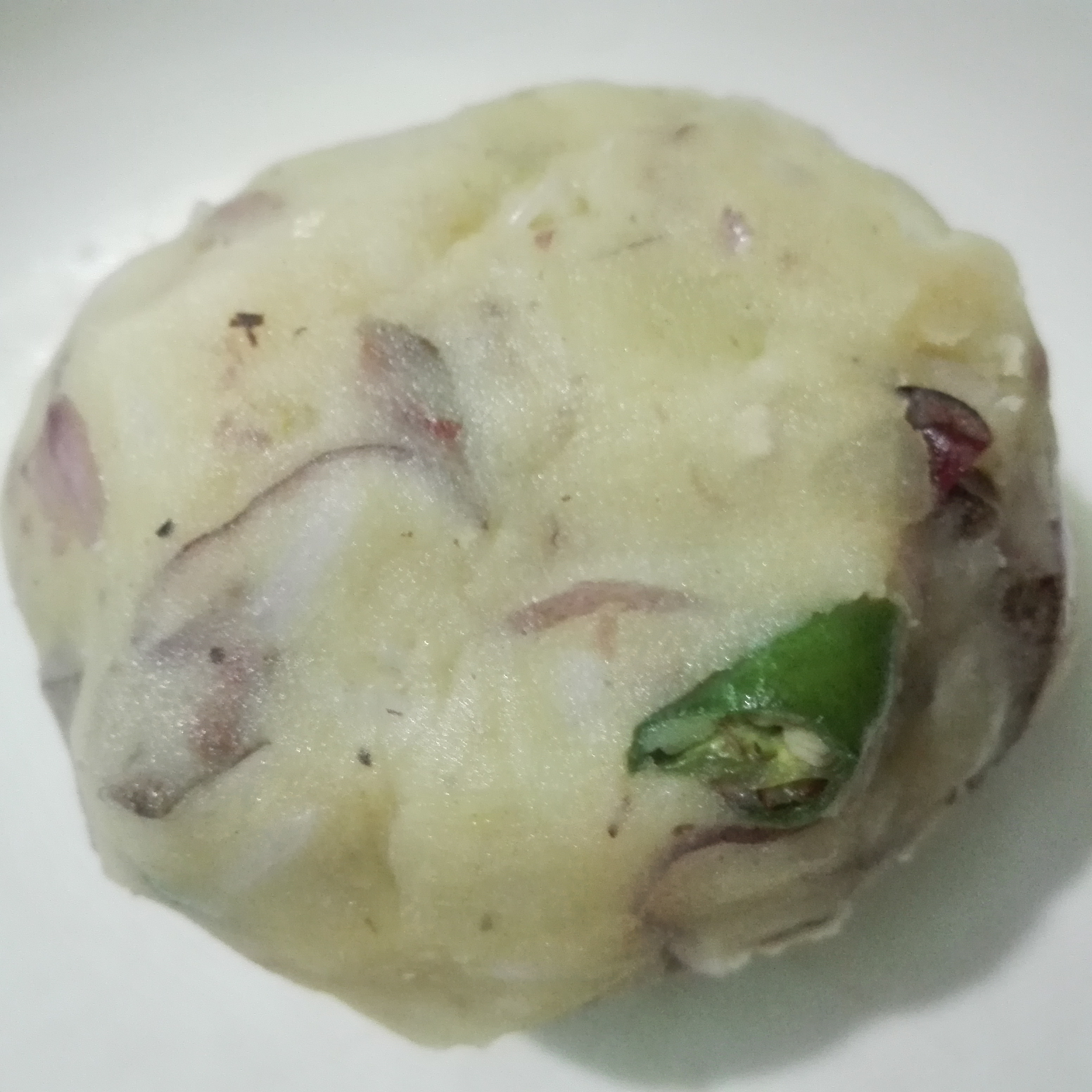
Alu Bharta
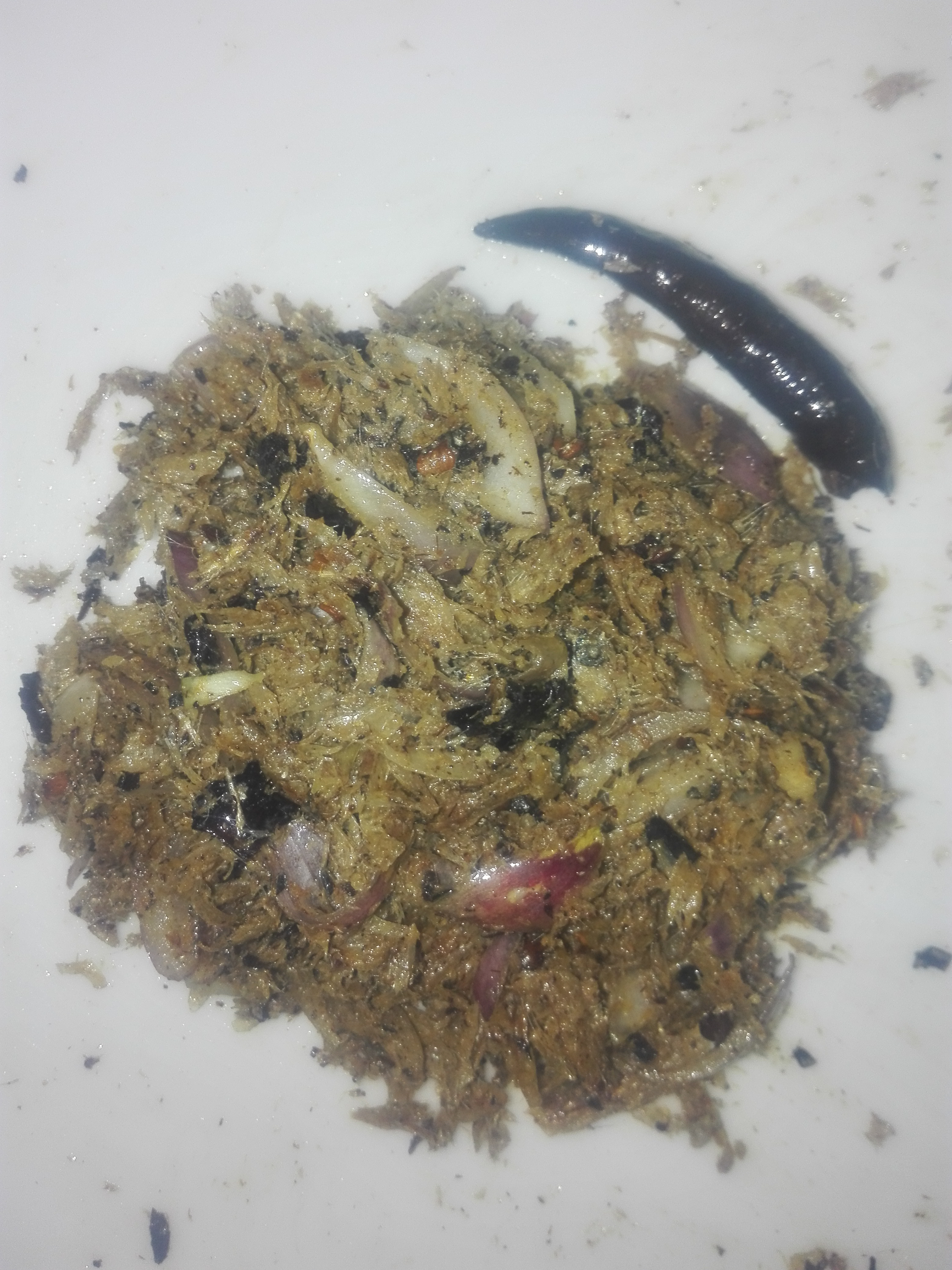
Dry fish cottage
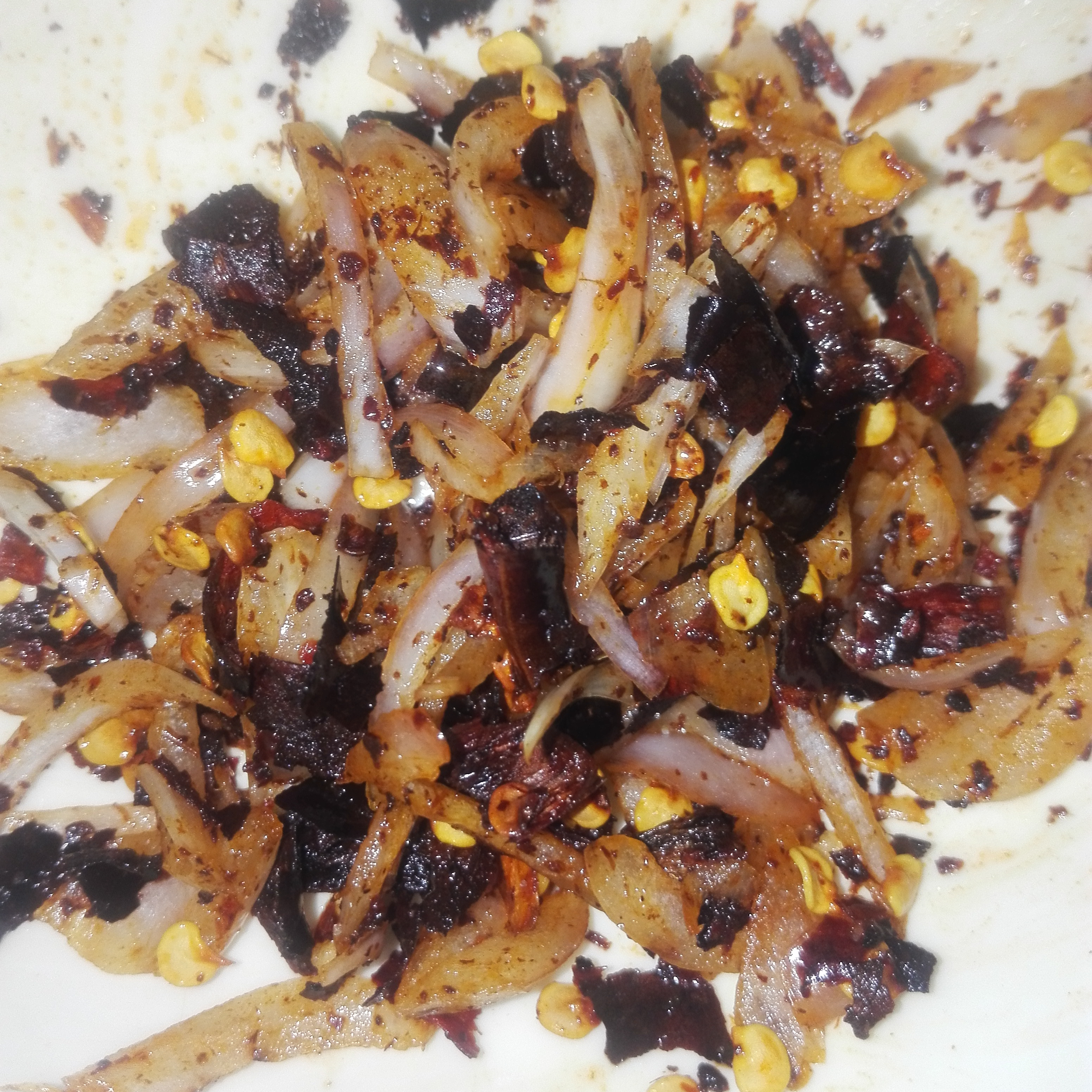
Red pepper vorta

## 같이 보기
- 남아시아 요리